# Ljudmila Stepanowna Buldakowa
Ljudmila Stepanowna Buldakowa (russisch Людмила Степановна Булдакова, wiss. Transliteration Ljudmila Stepanovna Buldakova; * 25. Mai 1938 in Leningrad als Ljudmila Stepanowna Meschtscherjakowa; † 8. November 2006 in Moskau) war eine sowjetische Volleyballspielerin.
Buldakowa gewann mit der sowjetischen Nationalmannschaft bei den Olympischen Spielen zweimal Gold (1968 in Mexiko und 1972 in München) sowie Silber 1964 in Tokio. Außerdem wurde sie dreimal Weltmeisterin (1956, 1960 und 1970) und dreimal Europameisterin (1958, 1967 und 1971).
Mit Dynamo Moskau gewann Buldakowa zwischen 1960 und 1974 siebenmal die sowjetische Meisterschaft und achtmal den Europapokal der Landesmeister.
2012 wurde Ljudmila Buldakowa posthum in die „Volleyball Hall of Fame“ aufgenommen.